# Anna Jochemsen
Anna Jochemsen est une skieuse handisport néerlandaise, née le 30 mars 1985 à Manzini.

## Palmarès

### Jeux paralympiques
| Épreuve / Édition | Sotchi 2014 | Pyeongchang 2018 |
| Descente          | DNF         |                  |
| Super-G           | 6e          |                  |
| Slalom géant      | 8e          |                  |
| Slalom            | 7e          |                  |
| Super combiné     | DNF         |                  |